# Jämtlands län
Koordinaten: 63° 17′ N, 14° 14′ O

Jämtlands län ist eine Provinz (län) in Schweden.

## Geographie
Jämtlands län umfasst vollständig die historischen Provinzen (landskap) Jämtland und Härjedalen, Teile von Hälsingland (um Ytterhogdal) und Ångermanland (um Backe, Hoting und Rossön) sowie kleine Flächen von Dalarna und Lappland.
Das Territorium von Jämtlands län macht etwa 12 % der Fläche des schwedischen Staatsgebietes aus.

### Berge in der Provinz Jämtlands län (kleine Auswahl)
- Helagsfjället (1.797 m; Sh: 1.132 m)
- Storsylen, Pt. 1.7431 (1.743 m)
- Storsola1 (Templet; 1.727 m; Sh: ca. 255 m)
- Helagsfjället, Nordwestgipfel (1.704 m; Sh: ca. 215 m)
- Lillsylen1 (1.700 m; Sh: ca. 72 m)
- Predikstolen (Beallehkse; 1.681 m; Sh: ca. 440 m), im Süden des Helagsfjället-Massivs
- Stora Härjångsstöten (Giebnientjahke; 1.626 m; Sh: gut 675 m), nordöstlich des Helagsfjället
- Skarsfället, Rååsengealta (1.594 m; Sh: knapp 650 m), südwestlich des Helagsfjället
- Åreskutan (1.420 m; Sh: ca. 850 m)
- Hundshögen (1.372 m; Sh: ca. 575 m)
- Sonfjället (1.277 m; Sh: ca. 588 m)

1 Teil des Sylan-Massivs, dessen höchster Punkt mit 1.762 m am Storsylen auf norwegischem Territorium liegt.
Anmerkung: «Schartenhöhe» wird mit Sh abgekürzt.

### Seen
- Storsjön (456 km²)
- Ströms Vattudal (170 km²)
- Kallsjön (156 km²)
- Flåsjön (112 km²)
- Torrön (103 km²)
- Näkten (83 km²)

### Klima
- Mittlere Temperatur im Januar: −9,0 °C
- Mittlere Temperatur im Juli: 13,9 °C
- Jahresdurchschnittstemperatur: 2,6 °C
- Durchschnittlicher Jahresniederschlag: 563 mm

## Bevölkerung
Der Anteil an der Gesamtbevölkerung Schwedens beträgt 1,4 %. Jämtlands län hat mit ~ 2 Einwohnern pro km² (exakt: 2,34) knapp vor Norrbottens län (2,37) die geringste Bevölkerungsdichte Schwedens. Teile der Region gehören zum Siedlungsgebiet der Samen, Sápmi.

## Gemeinden und Orte

### Gemeinden

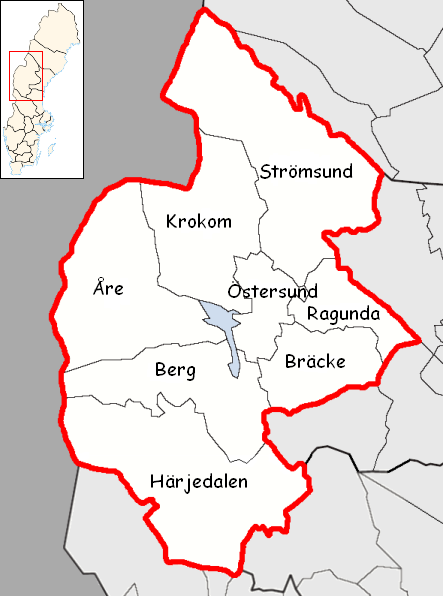
Gemeinden in Jämtsland län

Jämtlands län besteht aus acht Gemeinden (schwedisch: kommuner).
| Gemeinde   | Einwohner |
| ---------- | --------- |
| Åre        | 12.693    |
| Berg       | 07.108    |
| Bräcke     | 06.035    |
| Härjedalen | 10.175    |
| Krokom     | 15.680    |
| Östersund  | 64.979    |
| Ragunda    | 05.146    |
| Strömsund  | 11.023    |

(Stand: 31. Dezember 2024)

### Größte Orte
- Östersund (44.327 Einwohner)
- Brunflo (3.890)
- Strömsund (3.589)
- Sveg (2.547)
- Krokom (2.277)

(Stand: 31. Dezember 2010)

## Wappen
Das Wappen ist in Blau und Silber geteilt; Oben ein silberner Elch mit einem goldenen auffliegenden Vogel auf dem Hinterteil sitzend und ein goldener Iltis von vorn anspringend und unten sind eine schwarze Zange rechtsmittig, ein schwarzes Schmiedegesenk mit rotem Kern und links zwei rotgestielte schwarze Schlosserhämmer mit den Köpfen gegeneinander und pfahlweise geordnet.
Symbol: Das Wappen von Jämtlands län ist eine Kombination aus den Wappen der Landschaften Jämtland (Elch) und für Härjedalen Zange, Schmiedehammer und zwei Hämmer.

## Verkehr
Die Europastraße 14 von Sundsvall nach Trondheim in Ost-West-Richtung und die Europastraße 45 von Agrigent nach Karesuando in Nord-Süd-Richtung kreuzen sich in der Mitte von Jämtlands län in Östersund.
Der regionale Busverkehr wird von Länstrafiken Jämtland betrieben und besteht aus zahlreichem Linien, die den Großteil der Orte der Provinz an den Nahverkehr anbindet und auch in benachbarte Provinzen wie Västernorrlands Län und Dalarnas Län reicht.
Es bestehen direkte Zugverbindungen nach Stockholm, Göteborg, Malmö, Sundsvall und Trondheim.
Die Inlandsbahn von Gällivare nach Mora verläuft von Norden nach Süden durch Jämtlands län. Die Strecke ist nicht durchgängig, sondern erfordert einen Umstieg in Östersund. Der nördliche Bahnabschnitt endet und der südliche beginnt dort.
Jämtlands län verfügt über zwei Verkehrsflughäfen mit Linienverkehr. Von Östersund bestehen Direktverbindungen nach Stockholm/Arlanda, Umeå und Luleå. Saisonal gibt es direkte Charterverbindungen nach Südeuropa und den Kanarischen Inseln. In den Wintermonaten findet Charterverkehr von Großbritannien, Deutschland und Russland statt. Von Sveg in der Gemeinde Härjedalen gibt es ebenfalls direkte Flüge nach Stockholm/Arlanda.

## Touristische Routen
Die Wildnisstraße, Vildmarksvägen, die Inlandstraße, Inlandsvägen sowie eine Reihe weiterer Straßen sind als besonders touristisch sehenswert ausgewiesen worden (siehe auch Liste der touristischen Routen in Schweden).